# 一般工人全国联盟
一般工人全国联盟（英語：National Union of General Workers，缩写为NUGW）是英国的一个早期一般工会，也是当时最重要的一般工会。该组织成立于1889年，当时取名为煤气工人和一般劳工全国联盟。该组织的总部地址为伦敦塔维斯托克广场28号。1924年，该组织与劳工全国混合联盟、市政雇员协会合并为一般和市政工人全国联盟；当时，该组织有196090名成员。